# Wilhelm von Kettler (General)

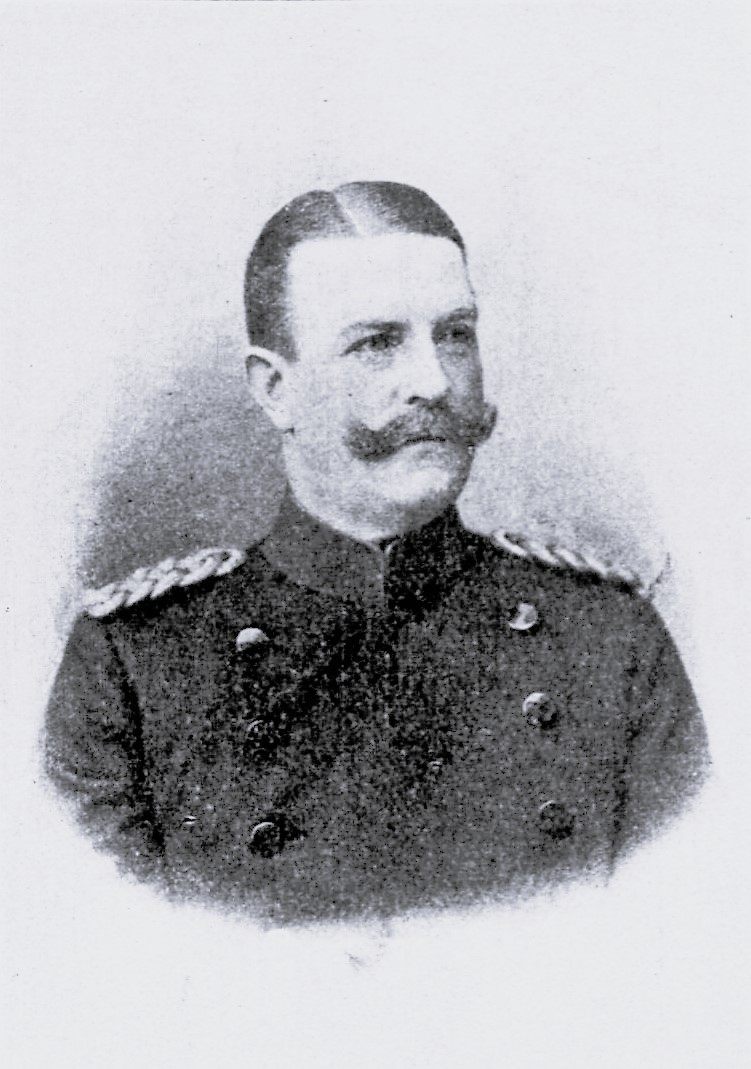
Wilhelm von Kettler

Wappen derer von Kettler

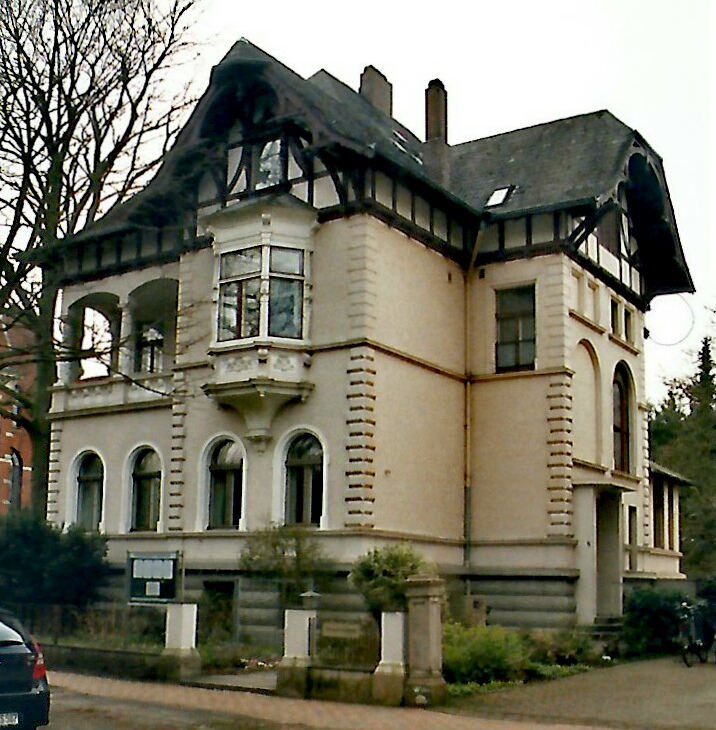
Lübeckisches Haus des Regimentskommandeurs

Hermann Carl Wilhelm Freiherr von Kettler (* 18. Mai 1846 in Münster; † 11. April 1928 in Berlin) war ein preußischer Generalleutnant.

## Leben

### Herkunft
Wilhelm entstammte dem westfälischen Adelsgeschlecht von Kettler. Er war der Sohn des späteren preußischen Generalleutnants Karl von Kettler (1812–1893) und dessen Ehefrau Hedwig Maria, geborene Uken (1810–1864).

### Militärlaufbahn
Kettler trat am 31. Mai 1864 als Avantageur in das Kaiser Alexander Garde-Grenadier-Regiment Nr. 1 der Preußischen Armee in Berlin ein. Dort ist er am 17. August zum Gefreiten und am 18. Oktober zum Unteroffizier befördert sowie am 18. Dezember zum Portepee-Fähnrich ernannt worden. Zum Sekondeleutnant wurde er am 12. April 1866 ernannt und zog mit seinem Regiment in den Deutschen Krieg. Mit seinem Regiment nahm er am Gefecht von Soor und der Schlacht bei Königgrätz teil. Im Deutsch-Französischen Krieg kämpfte er in der Schlacht von St. Privat, Sedan und Le Bourget, sowie der Einschließung und Belagerung von Paris. Seine Leistungen wurden durch die Verleihung des Eisernen Kreuzes II. Klasse gewürdigt.
Am 18. Oktober 1872 wurde Kettler zum Premierleutnant befördert. Als solcher ging er für mehrere Jahre ins Ausland. Dort war er in New York als junger Gardeleutnant dem deutschen Generalkonsulat attachiert.
Vom 30. April 1877 bis zum 13. Juni 1878 wurde er als Kompanieführer zur Unteroffizierschule in Ettlingen abkommandiert. Unter Beförderung zum Hauptmann wurde er von hier zum 6. Westfälischen Infanterie-Regiment Nr. 55 versetzt und dort zum Kompaniechef ernannt. In gleicher Eigenschaft wurde er am 1. April 1887 mit Patent vom 13. Juni 1877 in das Hessische Füsilier-Regiment Nr. 80 nach Wiesbaden versetzt. Mit seiner Beförderung zum Major trat er am 16. Februar 1889 in dessen Stab über, wurde am 24. März 1892 zum Bataillonskommandeur ernannt. Anlässlich des Besuches von Christian IX., König von Dänemark, im Juni des Jahres 1893 in Wiesbaden erhielt der Major das Ritterkreuz des Dannebrogordens. Zum Oberstleutnant wurde er am 14. Mai 1894 befördert. Nach der Kaiserbesichtigung mit anschließender Parade auf dem Großen Sand bei Mainz am 26. August 1895 verlieh Wilhelm II. dem Oberstleutnant v. Kettler den Kronenorden III. Klasse.
Durch eine Allerhöchste Kabinettsorder vom 31. März 1897 wurde aus dem Lübeckischen Bataillon des 2. Hanseatischen Infanterie-Regiments Nr. 76 sowie den beiden 1893 errichteten IV. Halb-Bataillonen der mecklenburger Regimenter Nr. 89 und Nr. 90 zum 1. April 1897 das 3. Hanseatische Infanterie-Regiment Nr. 162 in Lübeck formiert. Am 22. März wurde Kettler ab dem 1. April zum Oberst befördert und zum ersten Regimentskommandeur ernannt. Zu Beginn seiner Amtszeit wohnte der Kommandeur im dortigen Hotel Stadt Hamburg.
Nach Stettin wurde Kettler mit seiner Beförderung zum Generalmajor und der zeitgleichen Ernennung zum Kommandeur der dortigen 5. Infanterie-Brigade am 16. Juni 1900 versetzt. Doch schon kurze Zeit später, am 9. Juli, wurde Kettler zum Kommandeur der 2. Ostasiatischen Infanterie-Brigade der China-Expedition ernannt. Mit ihr nahm er an der Niederschlagung des Boxer-Aufstandes teil und kam u. a. im Gefecht bei Kuang Tchang zum Einsatz. Nach seiner Rückkehr nach Deutschland wurde Kettler am 16. September 1901 zu den Offizieren von der Armee versetzt, bevor er am 14. November 1901 das Kommando der 28. Infanterie-Brigade in Düsseldorf erhielt.
Seine letzte Stellung erhielt Kettler am 24. April 1904, als er unter der Beförderung zum Generalleutnant zum Kommandeur der 21. Division in Frankfurt am Main ernannt wurde. In Würdigung seiner langjährigen Militärverdienste wurde er am 15. September 1905 mit dem Stern mit Eichenlaub und Schwertern am Ringe zum Roten Adlerorden II. Klasse mit Eichenlaub und Schwertern ausgezeichnet. Mit der gesetzlichen Pension wurde er dort am 13. Februar 1906 zur Disposition gestellt. Anlässlich seines 25-jährigen Regierungsjubiläums verlieh der Kaiser Kettler 1913 den Kronenorden I. Klasse. Im Ersten Weltkrieg wurde er nicht mehr wiederverwendet.

### Familie
Kettler hatte sich 29. April 1875 in New York mit Laura Seton (* 11. August 1855 in New York; † 20. September 1898 in Scheveningen) verheiratet. Sie war die Tochter des Amerikaners Alfred Ludlow Seton (* 15. Oktober 1825; † 6. Dezember 1902). Ihr Großvater, Alfred Seton of Westchester, hatte in den frühen 1800er Jahren im Auftrag eines Unternehmers Johann Jakob Astors, der Pacific Fur Company, den nordamerikanischen Nordwesten vom Fort Astoria in Oregon aus längere Zeit erforscht, bevor er nach New York zurückkehrte. Aus der Ehe gingen fünf Kinder hervor. Seine Frau wurde am 26. September 1898 von Garnisonspastor Petersen auf dem Jacobi-Bezirk des Lübeckischen Gottesackers in einem Grab für zwei beigesetzt.
Als letztes wohnte Kettler am Berliner Kurfürstendamm Nr. 180. Nach seinem Tode wurde er auf dem inzwischen den Namen Burgtorfriedhof tragenden Gottesacker im Grab neben seiner Frau beigesetzt. Das Grab existiert nicht mehr. Jedoch wurde die einstige Stelle des Grabes (Jac J/32/I) nicht wieder neu belegt. Stattdessen wurde auf ihr ein Baum gepflanzt.